# Astrologie populaire

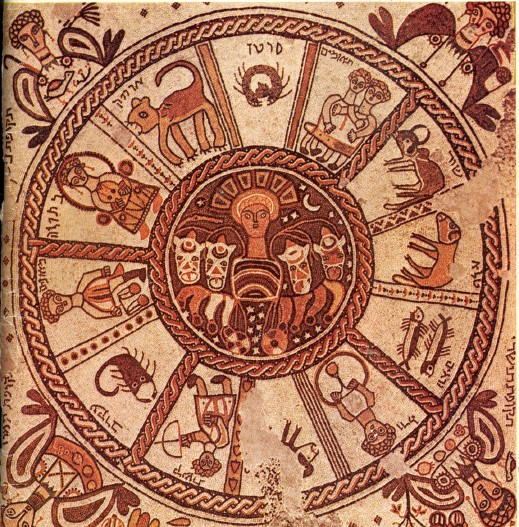
Mosaïque du VIe siècle de la synagogue de Beth Alpha, Israël, représentant les signes du zodiaque.

L’astrologie populaire regroupe des pratiques ou des croyances répandues dans la population et relevant d'un discours astrologique. La pratique la plus visible est celle de la rubrique horoscope trouvée dans les journaux.
Cette mode s'est développée à partir de la fin du XIXe siècle et est aujourd'hui largement répandue dans la presse populaire. Elle est condamnée par de nombreux astrologues et amateurs pour l'image simpliste, incorrecte et néfaste qu'elle apporterait à l'astrologie, par opposition à ce qu'on appelle l'astrologie savante (qui s'attache à tout le thème astrologique). Elle est également considérée comme non scientifique par de nombreux observateurs, qui mentionnent l'effet barnum comme biais cognitif pouvant expliquer ces croyances.
Le centre de l'astrologie (populaire et savante) a longtemps été la typologie fournie par les signes du zodiaque, que ce soit par le signe natal, ou plus antérieurement par celui de l'ascendant. Cette forme traditionnelle est concurrencée à partir de la fin du XXe siècle par les signes astrologiques chinois.
En Occident, la lecture de ce genre de document est assez fréquente et se fait le plus souvent en y accordant un niveau de crédibilité faible. Ces pratiques folkloriques ne sont généralement pas prises au sérieux, mais peuvent dériver vers de la superstition, pour les personnes qui y accordent crédit. Certains individus peuvent y attacher de l'importance jusqu'à modifier de façon significative leur comportement et prendre des décisions déterminantes pour leur avenir en fonction des prédictions en question.

## Astrologie occidentale

### Horoscope du jour
Un horoscope (dans le sens examiné ici) est un document présent dans de nombreux magazines commerciaux et qui a la prétention de prédire ce qui va arriver au lecteur dans une période déterminée (semaine, mois, année), les événements étant supposés liés à la position de la Terre par rapport à celle des astres lors de sa date de naissance.
L'astrologie reste cantonnée dans le milieu spirite et théosophique jusqu'au XIXe siècle, période marquée par la personnalité d'Alan Leo, théosophe et franc-maçon britannique considéré comme le père de l'astrologie moderne, puis par ses successeurs américains Dane Rudhyar et Grant Lewi (en) qui diffusent leurs croyances à travers des conférences, des associations ou des revues astrologiques qui ont un succès d'estime, l'astrologie populaire faisant quant à elle une timide apparition dans les journaux, dans leurs rubriques loisirs et leurs courriers des lecteurs. L'essor des médias de masse au milieu du XIXe siècle s'accompagne de la diversification des contenus qui donnent leur place aux disciplines ésotériques en concurrence avec les astrologues qui offrent leurs services dans des petites annonces,.
Les premiers horoscopes de presse apparaissent dans les années 1930 : en Grande-Bretagne, la naissance de la princesse Margaret le 21 août 1930 un jeudi soir incite l'astrologue R. H. Naylor à dresser, dans l'hebdomadaire  Sunday Express qui ne paraît que le dimanche, le 24 août, la carte astrologique de naissance de ce membre de la famille royale britannique mais qui ne contient pas les signes astrologiques. La renommée de Naylor s'installe auprès du grand public lorsqu'il annonce le 5 octobre 1937 des catastrophes prévues pour entre le 8 et le 15, et que le jour même a lieu le crash du dirigeable R101. L'astrologue explique que sa prévision horoscopique s'est réalisée prématurément et est à l'origine du succès croissant des horoscopes du jour,. Aux États-Unis, les rubriques d'horoscope cantonnées dans les revues astrologiques apparaissent dans la presse en 1936 dans le New York Post

En France, dès 1932, des escrocs comme Charles Joseph Fossez, alias le « fakir Birman », passent des annonces dans lesquelles ils offrent des horoscopes gratuits, ce qui permet par la technique d'amorçage, d'inciter les lecteurs à s'offrir des produits (talisman, poudre) et services payants (consultations chez lui). Les horoscopes se développent d'abord dans la presse féminine (en 1932, l'hebdomadaire le Journal de la Femme publie une Ephéméride de la Chance) avant de se diffuser dans la grande presse (Paris-Soir et Gringoire en 1935, Voilà en 1937, Marie Claire en 1938).
L'horoscope du jour que l'on trouve dans la presse (et parfois à la radio) se limite le plus souvent à des conseils de bon sens portant sur des situations très générales et passe-partout : tout le monde a des frictions avec son entourage, des ennuis d'argent, des peines de cœur...
Les rubriques d'horoscope sont généralement fournies par des entreprises de « création de contenu », facturées à l'année pour une somme très compétitive. D'après une enquête du Canard Enchaîné, la plupart de ces entreprises disposent d'une banque de prédictions qu'elles recyclent en permanence, et des horoscopes se retrouvent ainsi mot pour mot d'un journal à l'autre pour des signes différents (à des dates distinctes). Rien ne prouve que ces entreprises s'intéressent vraiment aux astres pour diffuser ce contenu standardisé, qui repose essentiellement sur l'effet Barnum. Un auteur français d'horoscope de presse en vient même à affirmer que c'est pour lui « surtout un exercice de plume. »
Il en va probablement de même pour la plupart des services de voyance automatique sur internet ou par téléphone.
Cependant, les journaux et publications catholiques ne publient jamais d'horoscopes. Le paragraphe 2 116 du Catéchisme énonce que « La consultation des horoscopes, l'astrologie, la chiromancie, l'interprétation des présages et des sorts, les phénomènes de voyance, le recours aux médiums recèlent une volonté de puissance sur le temps, sur l'histoire et finalement sur les hommes en même temps qu'un désir de se concilier les puissances cachées. Elles sont en contradiction avec l'honneur et le respect, mêlé de crainte aimante, que nous devons à Dieu seul. ».
Aujourd'hui, bien que les prédictions des horoscopes du jour, « affligeantes de naïveté, contradictoires entre elles et régulièrement démenties par les faits [qui] foisonnent dans les médias », menacent cette pratique astrologique, les horoscopes restent très présents dans la presse. En France, « quasiment la moitié des cent journaux payants les plus diffusés (49 exactement) en comportent un, ce qui représente au total 28,9 millions d'exemplaires potentiellement lus ».

### Sociologie des horoscopes
L’adhésion populaire à l’astrologie se nourrit des questions de l’Homme face à son Destin : interrogation et angoisse vis-à-vis de l’avenir et désir d’être éclairé ; interrogation sur sa place dans l’univers et désir d’être reconnu comme un être unique et particulier.

#### Aspects historiques
En marge de l’astrologie « savante », la tentation a toujours été grande pour des charlatans d’abuser de la crédulité du public. Ces dérives conduisirent parfois l’autorité à réglementer les pratiques astrologiques et divinatoires, pour en éliminer les pratiques de mauvaises qualité. Ce fut le cas au début de l’Empire romain, sous l’influence de Thrasyllus, astrologue et conseiller de l'empereur Tibère, et un siècle plus tard sous l'empereur Hadrien. On retrouve la même préoccupation mille ans plus tard, quand Alphonse X de Castille, auteur de traités astronomique et astrologique, édicte que « La divination du futur par les astres est autorisée pour les personnes correctement formées à l'astronomie. »
Dès l'invention de l'imprimerie, les almanachs et les horoscopes se diffusent dans toutes les couches de  la société.
L'astrologie judiciaire (astrologie du thème de naissance) a perduré bien au-delà des condamnations par l'Église...

#### Aspects sociologiques et économiques
L’astrologie populaire a pris l’ampleur qu’on lui connaît aujourd’hui à la suite des rubriques « horoscope » des journaux, dont la mode fut lancée vers la fin du XIXe siècle. Le premier horoscope basé sur les signes du zodiaque dans la presse française serait paru dans Marie-Claire en 1935.
Le lien avec l'astrologie dite savante se limite le plus souvent à répartir les « oracles » suivant les signes du zodiaque, parfois agrémentés de considérations sur les « décans ». La principale compétence du rédacteur de ces rubriques consiste à rédiger des oracles qui soient suggestifs et acceptables pour une vaste majorité du lectorat. Il est rare que cette compétence se double d'une formation en astrologie. Quand c'est le cas, et quand le rédacteur effectue un examen réel du ciel astral, les pronostics sont fondés sur les aspects et transits que le ciel du jour peut faire sur le Soleil natal du sujet, dont la position n'est donc connue qu'à 15° près.
Gaston Bachelard a dit que le zodiaque était le test de Rorschach de « l’humanité enfant », ce qui implique que peu importe ce que voulait dire l'auteur de l'horoscope: ce qui compte, c'est ce que l'on retire de la lecture de cet horoscope. Le lecteur de ces rubriques a l'impression qu'une partie du « message » lui est spécifiquement destinée, en tant que « natif de tel signe », ce qui le distingue des autres lecteurs. Par ailleurs, la lecture et la compréhension de l'« oracle » exprimé par l'horoscope s'apparente à celle du Yi Jing: le lecteur n'y cherche pas une signification précise ni même vraie, mais s'attache aux analogies ou associations d'idées que telle ou telle mention peut évoquer en relation avec son vécu effectif. Ces deux ressorts suffisent à faire de la rubrique « astrologie » un succès populaire, et donc un enjeu économique pour le journal qui la publie.
Le sociologue Arnaud Esquerre affirme qu'un astrologue redonne de l' « énergie » par un rapport particulier au temps : en donnant la capacité de se projeter dans le futur et maîtriser un avenir qui apparaît comme rempli d'incertitudes. C'est pourquoi les horoscopes comportent davantage d'annonces positives que négatives. Il note aussi le conformisme social de ces horoscopes : ils incitent à s'adapter à la société, et non à en contester les valeurs.
En 1953, le sociologue Theodor W. Adorno mena une étude sur la colonne d'astrologie d'un journal de Los Angeles dans le cadre d'un projet qui examinait la culture de masse dans la société capitaliste. Adorno pensait que l'astrologie populaire, en tant que dispositif, conduisait invariablement à des déclarations qui encourageaient la conformité - et que les astrologues contrevenant à la conformité avec, par exemple, des déclarations qui décourageaient les performances au travail, etc. risquaient de perdre leur emploi. Adorno a conclu que l'astrologie était une manifestation à grande échelle de l'irrationalisme systématique, où flatteries et vagues généralisations conduisaient subtilement l'individu à croire que l'auteur de la chronique s'adressait directement à lui. Adorno a commenté : « L'occultisme est la métaphysique des imbéciles ».

### Élaboration des «horoscopes»
Comment dresse-t-on un horoscope classique basé sur l’astrologie occidentale ?
De très nombreuses méthodes existent pour déterminer le contenu de ces « prédictions », certains journaux pour redynamiser leurs ventes publient parfois des horoscopes propres à d’autres cultures, souvent avec de grandes libertés par rapport à l’original, parfois inventés de toutes pièces tels que :
- l’horoscope celte ;
- l’horoscope chinois ;
- l'horoscope amérindien ;
- l'horoscope basé sur la couleur des cheveux[13].

Quand l'horoscope est établi par des astrologues spécialistes (ce qui n'est pas forcément le cas), l'astrologue détermine les transits de planète pertinents pour la période incriminée sur un thème ultra-simplifié ne contenant que la position centrale du soleil correspondant au signe astral. Dans certains cas, des astrologues publient des résultats plus précis en découpant chaque signe astral en décans (période de 10 jours, il y en a trois par signe) ce qui permet de connaître la position du soleil à ±5° près contre ±15° pour le découpage en signes.
Pour un horoscope journalier, par exemple, l'astrologue n'examinera que le déplacement de la Lune. Pour un horoscope annuel, par contre, l'astrologue examinera les mouvements de toutes les planètes du système solaire et donnera des détails spécifiques pour les natifs de chaque décan.

### Condamnation scientifique
Tout comme l'Astrologie en général, les scientifiques considèrent l'astrologie populaire comme une pseudo-science,, ou une superstition.
Les horoscopes et leurs lecteurs sont par contre un sujet d'étude pour les psychologues, sociologues et historiens, par exemple comme occurrence de l'effet Barnum.

### Condamnation astrologique
Voici des extraits du préambule de la collection sur les douze signes du zodiaque réalisée dans les années 1950 sous la direction d'André Barbault: 
« […] On croit qu’il suffit d’être né sous tel signe pour ressembler au type auquel il correspond. Ce serait trop facile : il n’y aurait donc que douze grands types humains en relation avec leur mois astral ? La vérité est plus complexe. […] L’expression être né sous tel signe signifie pour l’astrologue que le Soleil occupe à la naissance une position zodiacale entre le premier et le dernier degré du signe en question. Ainsi, être né sous le signe du Bélier veut dire que l’on est venu au monde entre le 21 mars et le 20 avril. Mais […] le Soleil n’est pas le seul astre auquel se réfère l’astrologue. Toute sa cour est inséparable de lui et son règne met en mouvement le cortège des planètes qui nous entourent: Lune, Mercure, Vénus, Mars, Jupiter, Saturne, Uranus, Neptune et Pluton. Quand le Soleil est le seul locataire du signe, le sujet n'est pas vraiment marqué par celui-ci. Il ne se reconnaît pas dans sa famille zodiacale, tout au plus admet-il dans son for intérieur quelques traits, locaux et partiels, de ce signe. […] On peut du reste ajouter que le calcul de la carte du ciel du natif demeure l'unique moyen de connaître dans quelle mesure le signe solaire a de l'importance, et de savoir s'il n'existe pas un autre signe caractéristique de la personnalité. […] Outre l'influence des signes du zodiaque, il faut aussi prendre en compte celle des planètes, qui ont leur typologie bien à elles. C'est ainsi qu'un jupitérien du Bélier comme Zola ne ressemble pas à un martien du Bélier comme van Gogh; et même, à la limite de l'individualisation, deux saturniens du Bélier comme Baudelaire et Goya sont deux natures assez différentes. »
En clair, le Soleil n'est pas forcément la planète dominante du thème astrologique complet.

## Astrologie chinoise
Comme indiqué ci-dessus, l'interprétation par l'astrologie chinoise tend à s'additionner à, voire à remplacer, la croyance en l'horoscope basé sur le signe solaire et le signe ascendant.